# Bill Leushner
William David Franz Leushner, detto Bill (Cookstown, 27 novembre 1863 – Buffalo, 25 ottobre 1935), è stato un tiratore a segno statunitense, vincitore di 4 medaglie olimpiche alle Olimpiadi di Londra 1908 e Stoccolma 1912.

## Palmarès
- Giochi olimpici

Londra 1908: oro nella carabina militare a squadre.
Stoccolma 1912: argento nel bersaglio mobile a squadre, bronzo nella carabina piccola a squadre e nella carabina piccola bersaglio a scomparsa a squadre.